# Nátrubek (armatura)
Nátrubek nebo slangově mufna (z německého Muffe) je pevná armatura spojující v přímém směru dvě trubky, k nimž je obvykle přišroubována nebo přivařena. Jako materiál se používá například mosaz, ocel nebo různé umělé hmoty. Šroubované nátrubky mají na obou koncích závit (jeden vnitřní a jeden vnější, oba vnitřní, nebo oba vnější).